# 三碘化钛
三碘化钛是一种无机化合物，化学式为TiI3。它是暗紫色固体，难溶于有机溶剂（除非被其分解）。它可由钛和碘反应制得：
{\displaystyle \mathrm {2\ Ti+3\ I_{2}\longrightarrow 2\ TiI_{3}} }
四碘化钛在700 °C被金属钛还原也能得到三碘化钛：
{\displaystyle \mathrm {3\ TiI_{4}+Ti\longrightarrow 4\ TiI_{3}} }
它可以和二甲硫醚或四氢噻吩形成TiI3·2L配合物。